# Dudu Aouate
David ("Dudu") Aouate (Hebreeuws: דוד "דודו" אוואט) (Nazareth Illit, 17 oktober 1977) is een Israëlisch voetballer die in 2009 Deportivo de La Coruña verruilde voor RCD Mallorca.